# Armonia (nome)
Armonia  è un nome proprio di persona italiano femminile.

## Varianti in altre lingue
- Catalano: Harmonia[2]
- Greco antico: ῾Αρμονία (Harmonia)
- Inglese: Harmony[3][4], Harmonie[4]
  - Maschile: Harmony
- Latino: Harmonia
- Spagnolo: Harmonía[2], Armonía[5]

## Origine e diffusione
Nome di scarsissima diffusione in Italia, riprende il vocabolo italiano "armonia", risalente al greco ἁρμονία (harmonía) tramite il latino harmonia, appunto "armonia", "concordia"; etimologicamente, si tratta di un derivato di ἁρμόζω (harmózō, "connettere", "aggiustare", "regolare"), lo stesso vocabolo a cui risale anche il nome Armodio.
Si tratta, in parte, di un nome di tradizione classica, essendo portato nella mitologia greca da Armonia, dea dell'amore e della concordia, figlia di Ares e Afrodite e moglie di Cadmo.

## Onomastico
Non ci sono sante con questo nome, che quindi è adespota; l'onomastico può essere festeggiato il giorno di Ognissanti, cioè il 1º novembre.

## Persone
- Armonia Bordes, politica francese

### Variante maschile Harmony
- Harmony Ikande, calciatore nigeriano
- Harmony Korine, regista, sceneggiatore, produttore cinematografico e scrittore statunitense

## Il nome nelle arti
- Harmony Kendall è un personaggio della serie televisiva Buffy l'ammazzavampiri.
- Avalon Harmonia è un personaggio ricorrente delle serie televisiva Bones, interpretata da Cindy Lauper.